# لینکلن لویس
لینکلن لویس (انگلیسی: Lincoln Lewis؛ زادهٔ ۲۴ اکتبر ۱۹۸۷) یک هنرپیشه اهل استرالیا است.
از فیلم‌ها یا برنامه‌های تلویزیونی که وی در آن نقش داشته است می‌توان به پس از زمین، فردا، وقتی جنگ آغاز شد، ۳۳ کارت پستال و آکوامارین اشاره کرد.